# Бобр (притока Березине)
Бобр (блр. Бобр) белоруска је река која протиче кроз Талачински рејон Витепске области и Крупкијски и Барисавски рејон Минске области. лева је притока реке Березине.
Извире на подручју Оршанског побрђа код села Рафалава у Талачинском рејону и даље тече преко Средњоберезинске равнице. Укупна дужина водотока је 124 km, површина сливног подручја 2.190 km². Обале су доста ниске и замочварене. Просечан проток воде на ушћу је око 15 m³/s, у време максималног водостаја и до 540 m³/s.
Најважније притоке су Можа, Плиса и Нача.
На обалама реке Бобр налази се град Крупки и варошица Бобр.